# Trachyliopus annulicornis
Trachyliopus annulicornis är en skalbaggsart som beskrevs av Leon Fairmaire 1901. Trachyliopus annulicornis ingår i släktet Trachyliopus och familjen långhorningar.
Artens utbredningsområde är Madagaskar. Inga underarter finns listade i Catalogue of Life.